# Città di Frankston
La città di Frankston è una Local Government Area che si trova in Australia, nello Stato di Victoria. Essa si estende su una superficie di 131 chilometri quadrati e ha una popolazione di 126.458 abitanti. La sede del consiglio si trova a Frankston.

## Amministrazione

### Gemellaggi
- Susono, dal 1982
- Wuxi, dal 2011